# Sengo (manga)
Pour les articles homonymes, voir Sengo.
Sengo (あれよ星屑, Areyo hoshikuzu) est un seinen manga de Sansuke Yamada, prépublié dans le magazine Monthly Comic Beam entre septembre 2013 et février 2018 et publié par l'éditeur Kadokawa Shoten en un total de 7 volumes reliés. La version française est éditée par Casterman dans la collection Sakka.

## Synopsis
Décrit par Kadokawa Shoten comme une « bromance dans les ruines de Tokyo », Sengo se déroule en 1946, un an après la défaite du Japon lors de la Seconde Guerre mondiale. Tokutarō Kawashima, un sergent japonais démobilisé, vétéran de la seconde guerre sino-japonaise, retrouve Kadomatsu Kuroda, un private first class qui avait servi dans son unité. La série suit leur nouvelle vie dans le Tokyo occupé, en passant par le marché noir et la prostitution à travers l'« Association pour les loisirs et l'amusement ».

## Manga

### Production
L'auteur, Sansuke Yamada, s'est intéressé durant ses années d'étudiant à la période après-guerre et à l'histoire de l'occupation du Japon à travers les œuvres de Miyoko Matsutani (松谷みよ子), Akiyuki Nosaka et Komimasa Tanaka. Il avait noté que si les mangas consacrés au miracle économique japonais, tels que Chibi Maruko-chan ou Sunset on Third Street (en), étaient nombreux, les mangas consacrés à la période venant juste après la guerre étaient rares.
Durant la production de la série, Yamada a tenté de maintenir un haut niveau de précision historique, notamment concernant les uniformes et équipements militaires, pour lesquels il a effectué de nombreuses recherches, dessiné des paysages basées sur des photographies parues dans des journaux d'époque et interviewé des officiers des forces japonaises d'autodéfense afin de confirmer le nombre et l'emplacement des troupes pendant la guerre.
Sengo est considérée comme la première série « tous publics » de Yamada, surtout connu pour ses mangas dans le genre Men's love. Bien que la série ne soit pas un yaoi, l'auteur a déclaré que le public pouvait le lire en tant que tel, étant donné  l'accent porté sur la relation étroite entre les deux hommes. Certaines caractéristiques stylistiques de l'oeuvre de manga gay de Yamada apparaissent dans Sengo, notamment l'apparence hirsute et ressemblant à un ours de ses personnages principaux.

### Publication
Sengo est prépublié dans le Monthly Comic Beam entre septembre 2013 et février 2018. La série est publiée par Kadokawa Shoten en un total de sept volumes reliés sortis entre le 10 février 2018 et le 25 avril 2014.
La version française est publiée par Casterman dans la collection sakka en 7 volumes sortis entre le 29 janvier 2020 et le 17 novembre 2021.

### Liste des volumes
| no            | Japonais         | Japonais          | Français         | Français          |
| no            | Date de sortie   | ISBN              | Date de sortie   | ISBN              |
| ------------- | ---------------- | ----------------- | ---------------- | ----------------- |
| 1             | 25 avril 2014    | 978-4-04-729591-9 | 29 janvier 2020  | 978-2-203-20259-7 |
| Retrouvailles |                  |                   |                  |                   |
| 2             | 25 octobre 2014  | 978-4-04-729969-6 | 29 janvier 2020  | 978-2-203-20275-7 |
| Initiation    |                  |                   |                  |                   |
| 3             | 25 juin 2015     | 978-4-04-730536-6 | 1er juillet 2020 | 978-2-203-20285-6 |
| Familles      |                  |                   |                  |                   |
| 4             | 25 décembre 2015 | 978-4-04-730836-7 | 21 octobre 2020  | 978-2-203-20286-3 |
| Souvenirs     |                  |                   |                  |                   |
| 5             | 25 août 2016     | 978-4-04-734251-4 | 20 janvier 2021  | 978-2-203-20287-0 |
| Comédie       |                  |                   |                  |                   |
| 6             | 25 mars 2017     | 978-4-04-734536-2 | 16 juin 2021     | 978-2-203-20288-7 |
| Obsessions    |                  |                   |                  |                   |
| 7             | 10 février 2018  | 978-4-04-735046-5 | 17 novembre 2021 | 978-2-203-20289-4 |
| Camaraderie   |                  |                   |                  |                   |

## Accueil critique
Le manga est largement loué par la critique. Le HuffPost salue la série pour son équilibre entre le comique et le sérieux de son sujet, et le traitement non-révisionniste des crimes de guerre du Japon Shōwa. En 2015, le classement des professionnels de l'édition Kono Manga ga sugoi! de Takarajimasha place le manga 5e meilleur seinen et Freestyle classe le manga 3e des meilleurs mangas de 2015.
De nombreuses critiques saluent la qualité de la série à l'occasion de sa sortie en version française.
Pour La Croix, « sans jugement ni complaisance, l'auteur dresse un portrait émouvant de ces deux personnages à la dérive, qui cherchent à redonner du sens à leur vie. Les changements incessants d'ambiance - du tragique au burlesque, du sérieux au grivois - donnent des respirations au récit, laissant entrevoir la renaissance de l'espoir ».
Pour France Inter, « l'histoire profondément humaine de Sengo, faite de souvenirs et de solidarités, puise ses références dans le cinéma des années 1950. Véritable fresque, elle raconte la violence, ses conséquences et les tentatives de reconstruction. Le ton est vivant, drôle grâce à l'utilisation de l'argot, mais aussi amer, voire cynique sur le passé du Japon ».
Pour France Culture, « Sengo raconte les marques de la violence sur tous les corps. Ceux qui ont décidé d'en garder la marque à jamais, comme cette prostituée qui choisit de se faire tatouer après son premier viol, ou ses hommes hantés par leurs blessures, leur propre violence en caserne ou au combat. Cette solidarité de survie - entre le récit de la guerre qu'on se remémore dans cet après-guerre crasseux et le quotidien d'un champ de ruines social et politique - fait le récit de ceux qui n'y croient plus et pourtant ».
Pour Le Figaro, « Sengo est bien plus qu'une belle histoire d'amitié entre deux anciens compagnons d'armes. C’est une fresque humaine, sincère et poignante qui transporte le lecteur dans ce Japon d'après-guerre. L’auteur, féru de cinéma japonais des années 1950 à 1980, cite Mikio Naruse, Yuzo Kawashima et Tatsumi Kumashiro comme influences sur son style et sa mise en scène ».
Pour Vincent Brunner des Inrocks, « passant aisément d’un style réaliste à un trait plus humoristique, [Sansuke Yamada] parvient, en partie aussi grâce à une galerie de personnages attachants, à rendre son récit enlevé et pas trop éprouvant. Opérant en flashback, le deuxième tome nous met cependant nez à nez avec les charniers, annonçant une suite plus ardue ».

## Distinctions
En 2019, Sengo remporte le Prix culturel Osamu Tezuka de la nouveauté, et le Grand Prix de l'Association des auteurs de bande dessinée japonais.
En 2020, la série remporte le Prix Asie de l'Association des critiques et des journalistes de bande dessinée,.
Le tome 3 de la série est sélectionné pour le Fauve d'or du Festival d'Angoulême 2021.